# L'isola di Rimba
L'isola di Rimba (Rimba's Island) è una serie animata per bambini di età prescolare, con mascotte parlanti e colorate che abitano nella giungla pluviale del Sud America.
È prodotta dalla DIC nel triennio 1994/1996 per un totale di 52 episodi per tre stagioni e la durata di 22 minuti.  In Nord America viene trasmessa su Fox Kids all'interno del blocco The Fox Clubhouse, mentre in Italia va in onda su Rai 3 tra il 1999 e il 2001 all'interno del programma Melevisione e le sue storie. La regia è di Rick Locke e gli episodi sono scritti da Matt Uitz.

## Trama
La giungla pluviale è il posto dove vivono la simpatica orsa Rimba e i suoi amici Bakari, Ilana, Ooki, Paquito e Pria, che sono pronti ad interagire con gli spettatori con numerosissime canzoni e attività.

## Personaggi e doppiatori italiani
- Rimba: Aurora Cancian
- Bakari: Davide Lepore
- Ilana: Monica Ward
- Ooki: Roberto Del Giudice
- Paquito: Giovanna Rapattoni
- Pria: Monica Bertolotti